# Beffu-et-le-Morthomme
Beffu-et-le-Morthomme är en kommun i departementet Ardennes i regionen Grand Est (tidigare regionen Champagne-Ardenne) i nordöstra Frankrike. Kommunen ligger  i kantonen Grandpré som ligger i arrondissementet Vouziers. År 2022 hade Beffu-et-le-Morthomme 39 invånare.

## Befolkningsutveckling
Antalet invånare i kommunen Beffu-et-le-Morthomme
Referens: INSEE